# Plasmocytome
 Mise en garde médicale

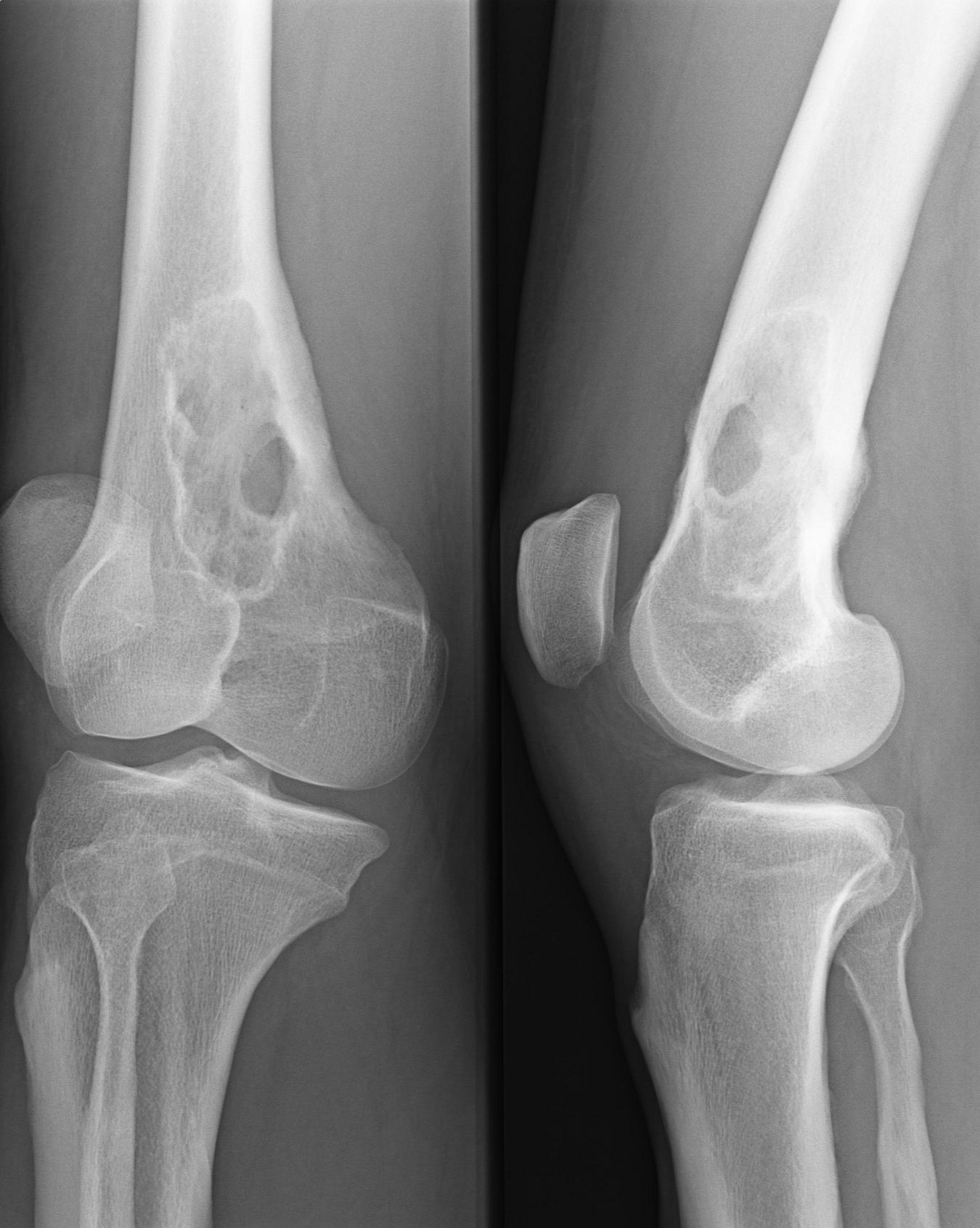
Un plasmocytome osseux solitaire du 1/3 inférieur du fémur dans le cadre d'un syndrome POEMS.

Un plasmocytome ou plasmacytome, est une tumeur maligne développée à partir de plasmocytes, cellules représentant le stade final de différenciation des lymphocytes B,  productrices d'anticorps et d'immunoglobulines.
Un plasmocytome peut être, rarement, localisé à un os ou un autre organe, on parle alors de :
- Plasmocytome osseux solitaire
- Tumeur plasmocytaire extra-osseuse

Le plus souvent il s'agit d'un cancer généralisé : un myélome multiple.